# Geschichte der Stadt Wattenscheid
Die Geschichte der ehemaligen Stadt Wattenscheid ist eng mit der Geschichte des Ruhrgebiets verbunden. Eine Missionskapelle aus dem 7. Jahrhundert war die Keimzelle von Wattenscheid. Die Erhebung zur Freiheit um das Jahr 1417 gilt als wichtigstes Datum in der Geschichte von Wattenscheid. Die Freiheit gehörte zur Grafschaft Mark und kam später mit ihr an Brandenburg-Preußen. Bis in die 1840er-Jahre war Wattenscheid ein provinzielles Dorf, welches allerdings als Niederamt eine übergeordnete Funktion über die umliegenden Siedlungen hatte.
Mit der Industrialisierung explodierte die Einwohnerzahl der Region. Wattenscheid erhielt 1876 die Stadtrechte. Bei einer Gebietsreform im Ruhrgebiet von 1926 konnte Wattenscheid seine Eigenständigkeit bewahren und auch viele ihm unterstehende Orte eingemeinden. Nach dem Zweiten Weltkrieg gab es in den Zeiten des Wiederaufbaus noch einmal einen Boom der Montanindustrie. Trotz heftiger Gegenwehr in der Bevölkerung wurde „Bochum und Wattenscheid zu der neuen Stadt Bochum zusammengelegt“, was viele aus der Bevölkerung trotz der Wortwahl als eine de facto Eingemeindung verstanden. Wattenscheid ist seitdem der Stadtbezirk 2 in der Stadt Bochum.

## Frühgeschichte vor der Ernennung zur Freiheit

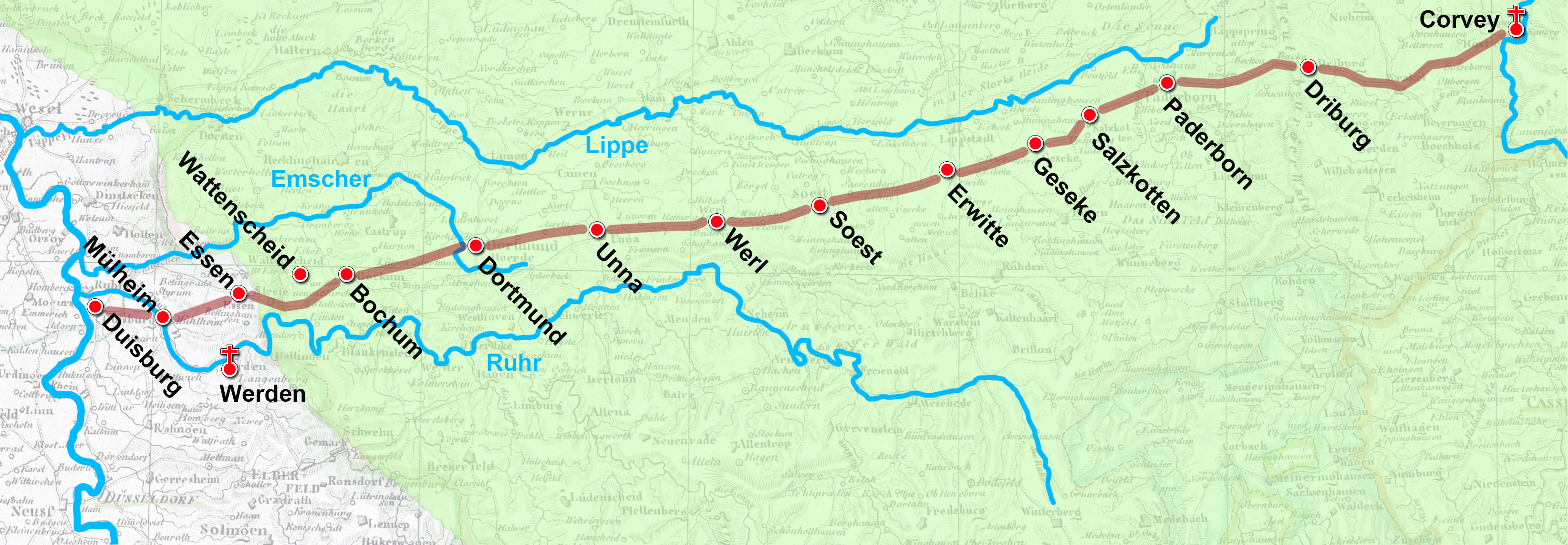
Der westfälische Hellweg mit Orten an seiner Strecke

Wattenscheid lag im Siedlungsgebiet mehrerer germanischer Stämme (Chattuarier, Brukterer, Marser), deren genaue Abgrenzung allerdings schwierig ist. Die Zeit des römischen Imperiums und dessen Versuch, eine rechtsrheinische Provinz zu errichten, haben in der Region fast keine Spuren hinterlassen. In dem schon zu den Franken zählende Stämme in der Region zwischen Lippe und Ruhr, dem Brukterergau wirkte Ende des 7. Jahrhunderts alten Überlieferungen nach der heilige Wanderbischof Swidbert missionarisch für das Christentum. Die Gründung einer Missionskirche im heutigen Wattenscheid soll in diese Zeit fallen. Die alten Stämme wurde kurze Zeit später von denen aus dem Norden einfallenden Sachsen erobert.
Wattenscheid bezeichnete sich selbst als die alte Stadt am Hellweg, welcher in der Stadtgeschichte auch eine wesentliche Rolle spielte. Der westfälische Hellweg war schon in der Bronzezeit eine wichtige Verbindung zwischen Ost und West und verlief auf dem Höhenrücken zwischen Ruhr und Emscher, im Wattenscheider Gebiet südlich des heutigen Stadtzentrums. Als die Franken unter Karl dem Großen das Land der Sachsen nach langwierigen Kämpfen eroberten (772–804), wurde entlang des Hellweges die Region planmäßig mit Reichshöfen, mit christlichen Missionskapellen erschlossen.
Die erste urkundliche Erwähnung von Wattenscheid als Wattanscethe findet sich um das Jahr 900 im Heberegister des Klosters Werden (Werdener Urbar A), welches viele Bauernschaften (villae) im Borahtron-Gau auflistete. Im selben Dokument finden sich auch zum ersten Mal die Namen der Wattenscheider Stadtteile Eppendorf als Abbingthorpo, Höntrop als Hogingthorpe und Westenfeld als Westanfelda.

## Freiheit Wattenscheid

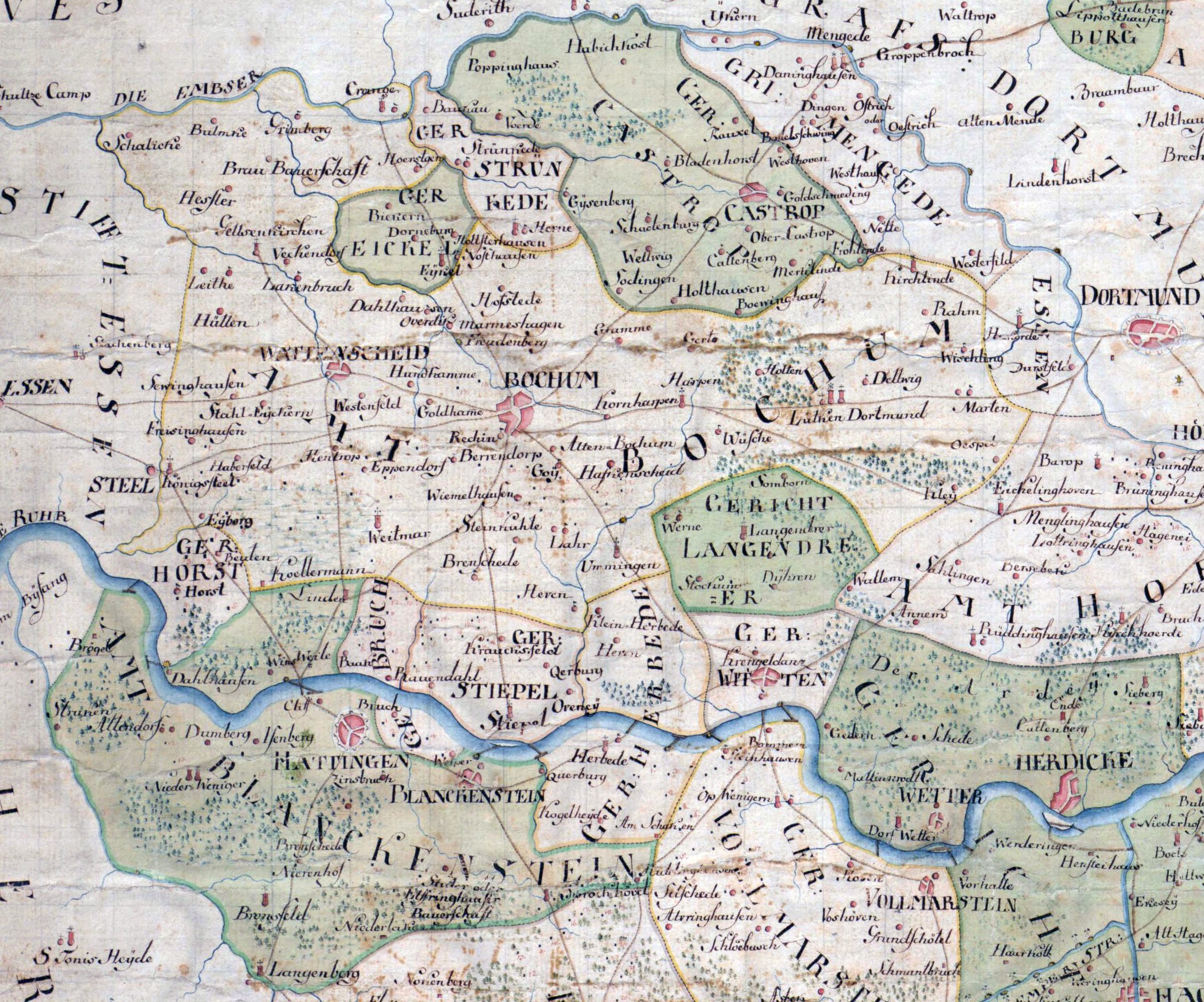
Wattenscheid als Teil des Amtes Bochum auf einer Karte der Grafschaft Mark von 1775

Wattenscheid gehörte seit dem Mittelalter zu der Grafschaft Mark und darin zum Amt Bochum. 1398 kommt Wattenscheid unter Adolf III. von der Mark zur Grafschaft Kleve, ab 1417 das Herzogtum Kleve. Vor 1417 erhielt Wattenscheid von Graf Adolf IV. von Kleve-Mark die stadtähnlichen Rechte einer Freiheit. Dies bedeutet einen rechtlich herausgehobenen Status gegenüber den Dörfern des Umlandes. Im Jahr 1426 gehört Wattenscheid als eine von sechs Freiheiten, neben sieben größeren und vier kleineren Städten, zum Märkischen Städtebund.
In der jahrhundertelangen Feindschaft zwischen Kurköln und der Grafschaft Mark kam es mit der Soester Fehde (1444 bis 1449) zu einem letzten mehrjährigen großen militärischen Konflikt, bei dem es auch im Wattenscheider Umland zu mehrfachen empfindlichen Plünderungen und gelegentlichen Kämpfen zwischen verschiedenen Truppen kam.

Siegel der Stadt Wattenscheid

Das älteste Siegel für Wattenscheid ist für das Jahr 1477 belegt. Es zeigt die heilige Gertrudis, Schirmheilige des Kirchspieles und Stadtpatronin als Halterin des Wappenschildes der Landesherren von Kleve und Mark. Ab 1554 war Wattenscheid Mitglied der Hanse. Allerdings war sie nur eine Beistadt, die zwar von Handelsprivilegien profitieren konnte, aber innerhalb der Hanse nicht mitsprechen konnte. Seit 1549 nahm Hamm die Rolle einer Prinzipalstadt für die märkischen Städte an und vertrat die kleine Ortschaft.
Anfang des 17. Jahrhunderts war Wattenscheid mit ungefähr 700 Einwohnern die bevölkerungsreichste Freiheit der acht Freiheiten in der Grafschaft Mark. Spanische Truppen, die im Achtzigjährigen Krieg gegen die Niederlande kämpfen, beziehen mehrfach Winterquartier. Der Winter von 1598 / 99 wird auch „Spanischer Winter“ genannt. Vermutlich wurde in der Zeit der Brauch des Gänsereitens nach Wattenscheid gebracht.
Im Vertrag von Xanten von 1614 kann sich im Jülich-Klevischen Erbfolgestreit der Hohenzollern-Kurfürst Johann Sigismund durchsetzen, wodurch die Grafschaft Ravensberg, das Herzogtum Kleve und die Grafschaft Mark – und damit auch die Freiheit Wattenscheid – in den Besitz der Kurfürsten von Brandenburg kommt. 1618 wurde die kurfürstlich regierte Mark Brandenburg mit dem Herzogtum Preußen zu Brandenburg-Preußen vereinigt und Wattenscheid somit unter den Hohenzollern auch preußisch. Wattenscheid ist nun Teil einer kleinen fernen Westprovinz des späten preußischen Staates.
Während des Dreißigjährigen Krieges war Wattenscheid von 1623 bis 1629 von spanischen Reitern besetzt. 1633 plünderten kaiserliche Hilfstruppen Wattenscheid, später kamen noch hessische und schwedische Truppen. Das größte Unglück, welches das alte Wattenscheid traf, war der große Stadtbrand vom 15. September 1635, über den es nur spärliche Quellen gibt. Dabei wurde es nahezu vollständig zerstört. Es kam in der Region zwar zu keinen größeren Schlachten. Allein die Lage am Hellweg erwies sich jedoch als besonders nachteilig. Dieses wiederholte sich auch in folgenden Kriegszeiten, die durchziehenden militärischen Kräfte erpressten von den dortigen Städten unentgeltlich Kost und Logis.

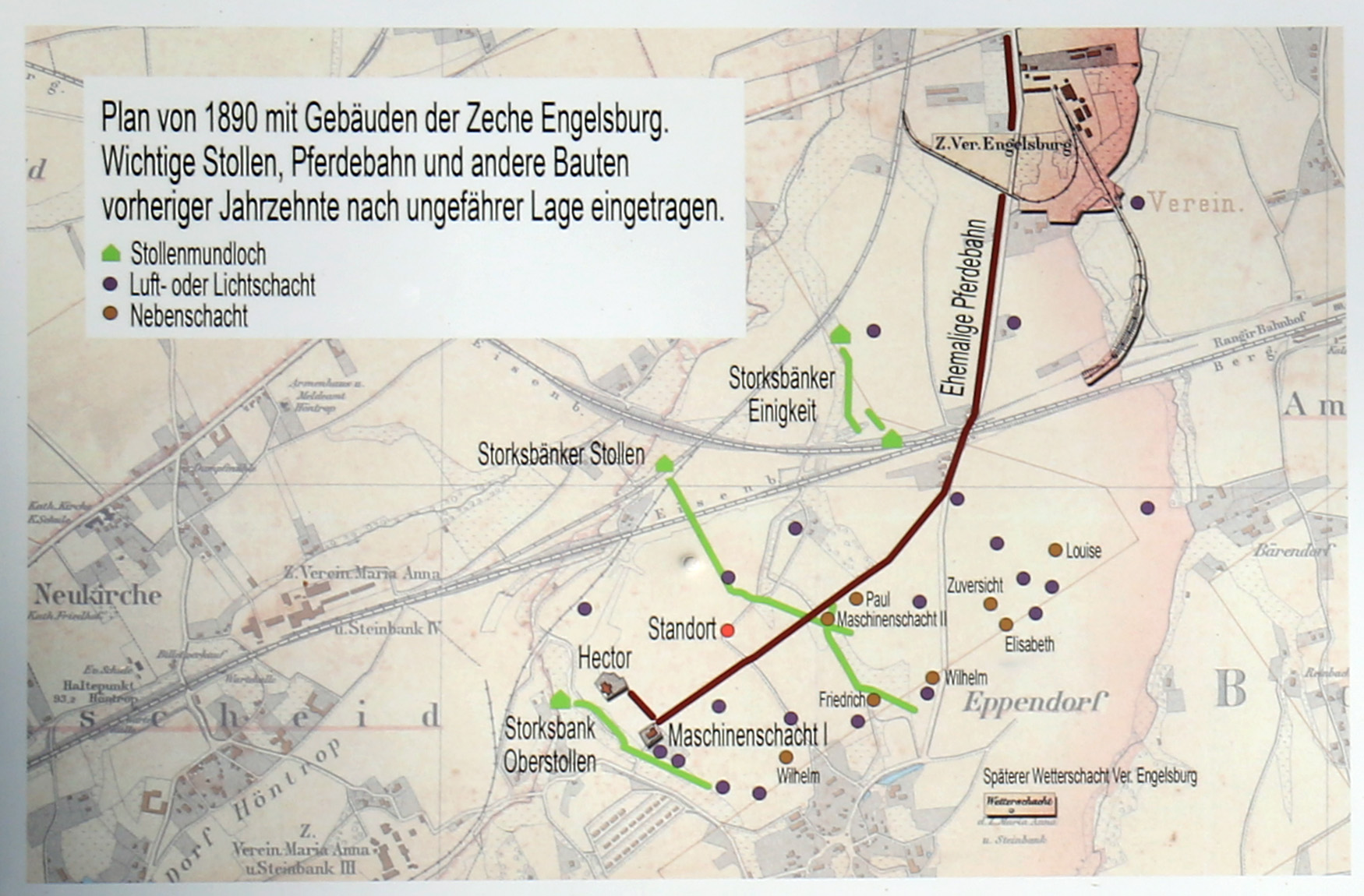
Karte der Storksbänker Stollen und der Nachfolgezeche Engelsburg.

Der Kohlebergbau begann auf dem Gebiet des Amtes Wattenscheid, wie an vielen Stellen an den Hängen und Siepen der Ruhr, in Munscheid und Eiberg. Urkundliche Erwähnungen lassen sich bis in das Jahr 1735 mit der Zeche Storksbank, dem Vorläufer der Zeche Engelsburg zurückverfolgen.
1763 wird die erste evangelische Kirche nach fast 90 Jahren Bauzeit eingeweiht. Preußen baute seit der Regierungszeit Friedrich des Großen seine westlichen Provinzen aus. Dazu gehörte auch das zwischen 1790 und 1800 Chausseen in der Region der Grafschaft Mark gebaut wurden, wobei zwischen 1791 und 1794 auch die für die Region wichtige Strecke zwischen Witten-Crengeldanz über Steele nach Essen entstand, die zum großen Teil über den alten Hellweg führte und damit durch den südlichen Teil des Niederamtes Wattenscheid. Die Benutzer dieser für ihre Zeit hervorragenden Straßen mussten Wegegeld entrichten. Von der Bevölkerung wurden diese Kunststraßen teils als Übel gesehen: Man fürchtete im Kriege mehr Durchmärsche und Einquartierung, im Frieden Kosten für den Unterhalt und weniger Übernachtungen von Reisenden, da sie schneller reisen können. Von 1835 war Wattenscheid mit der regelmäßigen Verbindung nach Bochum an das Postkutschensystem angeschlossen.
Zwischen 1811 und 1832 war Wattenscheid der Sitz eines Kommissariats, dem 36 Pfarreien angehörten, darunter Bochum, Gelsenkirchen, Dortmund, Unna, Hattingen, Hagen, Iserlohn und Hamm. 1821 wurde Wattenscheid dem westfälischen Bistum Paderborn zugeordnet. Die rund tausendjährige Zugehörigkeit zur nun rheinischen Erzdiözese Köln, dessen Erzbischof im Hochmittelalter einige Zeit der Landesherr des Amtes Bochum war, und damit des Niederamtes in dem Wattenscheid lag, endete. Am 1. August 1816 wurde Wattenscheid bei der Entstehung der preußischen Provinz Westfalen dem Landkreis Bochum im Regierungsbezirk Arnsberg zugeteilt. Wattenscheid wurde Sitz einer Bürgermeisterei (1844 umbenannt in Amt), zu der die Gemeinden Hessler, Schalke, Braubauerschaft (heute Bismarck), Bulmke, Hüllen, Gelsenkirchen, Ückendorf, Leithe, Günnigfeld, Westenfeld, Sevinghausen, Eiberg, Freisenbruch, Königssteele, Höntrop, Eppendorf und Munscheid gehörten. 
In den Jahren 1829 wurde die Wattenscheider Synagoge errichtet Bis 1870 war man eine Filialgemeinde der israelitischen Gemeinde Hattingen. Die jüdische Gemeinde zählte 1834 102 Mitglieder, das waren 2 % der Gesamtbevölkerung.
Die große Windmühle in Höntrop wurde in der Mitte des 19. Jahrhunderts angelegt (1937 stillgelegt, 1968 abgebrochen).

## Industrialisierung und Stadtrechte
Während der Zeit der Industrialisierung beschleunigte der Bergbau auch die Weiterentwicklung der Stadt, unter anderem mit dem Zuzug von Arbeitskräften. Um 1855 waren in sechs Bergwerken um die 1.000 Männer beschäftigt, so waren es um 1900 in acht Bergwerken schon über 10.000 Bergleute.
Allerdings führte die Köln-Mindener-Eisenbahn von 1847, die Erste, welche quer durch das Ruhrgebiet lief, durch den nördlichen Amtsbezirk durch Gelsenkirchen. Der Kohlenbergbau verlagerte sich von der Hellwegzone zur Emschermulde, und die Muttergemeinde Wattenscheid wurde durch die nördlichen Amtsgemeinden überflügelt. 1868 wurde Gelsenkirchen aus dem Amt Wattenscheid entlassen, 1876 und 1885 folgten das später von Gelsenkirchen eingemeindete Ückendorf und das später von Essen eingemeindete Königssteele, sodass das Amt fast zwei Drittel seiner Fläche verlor. 
Seit dem 1. Januar 1868 war Wattenscheid mit dem Bahnhof Wattenscheid-Ückendorf an der Stadtgrenze auch an das schnell wachsende Schienennetz angeschlossen. Erst 1874 führte die Bergisch-Märkische-Bahn von Bochum nach Essen durch Wattenscheid, 27 Jahre nach dem Anschluss von Gelsenkirchen und 14 Jahre nach dem Anschluss von Bochum.
Durch das Bevölkerungswachstum von Wattenscheid im späten 19. Jahrhundert erhielt Wattenscheid am 15. Januar 1876 die Stadtrechte. 1883 entstand ein neues Rathaus, welches als Seitenanbau noch immer existiert. Von 1885 bis 1926 gehörte Wattenscheid als amtsfreie Stadt zum Landkreis Gelsenkirchen.
1869 wurde eine Feuerwehr gegründet. Die Märkische Schule wurde als Höheren Simultanen Bürgerschule für Jungen 1873 eröffnet und wurde Ende des 19. Jahrhunderts als vollwertiges Gymnasium anerkannt. Von Gelsenkirchen nach Bochum führt 1896 die erste Straßenbahn, die heutige Linie 302. In der wachsenden Stadt wurde 1896 ein neuer Platz angelegt, der Kaiserplatz (heute August-Bebel-Platz). Als Erholungsraum wurde 1898 ein Stadtpark eingeweiht, und über die nächsten Jahrzehnte stetig ausgebaut, der heutige Stadtgarten. Der 1909 gegründete Ballspiel-Verein 1909 Wattenscheid ist einer der Vorläufer des heutigen SG Wattenscheid 09. Die prägnante Kirche Maria Magdalena in Höntrop wurde im Jahr 1915 eingeweiht.
Im Ersten Weltkrieg starben über 800 Soldaten aus der Stadt Wattenscheid. Auch in Wattenscheid bildete sich im November 1918 ein Arbeiter- und Soldatenrat. Im Gegensatz zu anderen Städten in Deutschland blieb die Lage ruhig, Reichswehr wurde nicht eingesetzt. Wattenscheid war eine typische Arbeiterstadt, ca. 90 % der Lohnempfänger waren in der Industrie und gewerblichen Betrieben beschäftigt.
Am 31. Oktober 1925 ereignete sich auf der Zeche Holland eine Schlagwetterexplosion, die 18 Tote und 5 Verletzte forderte. Dies war das größte Grubenunglück auf dem Wattenscheider Stadtgebiet.
Der Siedlungsverband Ruhrkohlenbezirk (SVR), zu dem Wattenscheid auch seit 1920 gehörte, plante seit Mitte der 1920er städteübergreifende Verbandsstraßen. Die Ost-West-Verbindung OW IV, der „Ruhrschnellweg“ von Werl nach Duisburg, wurde prägend für Wattenscheid. Um 1929 waren große Teile fertiggestellt. Zwischen dem Bahnhof Wattenscheid und der Wattenscheider Straße wurde er als Friedrich-Ebert-Damm geführt (ab 1933: Hindenburg-Damm). Die Verbandsstraße von Nord nach Süd, NS VII a sollte den Verkehr zwischen Gelsenkirchen und Hattingen aufnehmen. Die Strecke von Höntrop bis Linden existierte als Zeppelindamm schon in den 1930er. Fertigstellung der ganzen Strecke auf Wattenscheider Gebiet wurde aber erst in den 1970er-Jahren mit der Berliner Straße erreicht.
Im Kontext des Inkrafttretens des Gesetzes über die Neuregelung der kommunalen Grenzen im rheinisch-westfälischen Industriebezirke am 1. April 1926 wurde Wattenscheid durch die Eingemeindung von Munscheid und von Teilen der Gemeinden Eppendorf, Günnigfeld, Höntrop, Königssteele, Leithe (Westfalen), Sevinghausen und Westenfeld eine kreisfreie Stadt mit 62.780 Einwohnern und 2388 ha Größe. Dadurch konnte Wattenscheid zwar wachsen und hatte seine Eingemeindung nach Bochum verhindert, es hatte aber trotzdem schwerwiegende Abstriche machen müssen. Im Osten von Höntrop entstand um 1924 ein Stahlwerk und ein Röhrenwalzwerk des Bochumer Verein, das sogenannte Werk Höntrop, welches die Betriebsflächen des Konzerns erheblich erweiterte. Das Röhrenwalzwerk galt damals sogar als das größte der Welt. Auf der gegenüberliegenden Seite der Essener Straße wurden eine Wohnsiedlung für Werksangehörige und Verwaltungsbauten errichtet. Der Teil, auf dem sich das Werk Höntrop und die Arbeitersiedlung befand, wurde nach Bochum umgegliedert. Von der Firmenspitze des Bochumer Vereines und der Stadtspitze Bochums war es der Wunsch, dass alle Betriebe des Bochumer Vereines in Bochum sein sollten. Der südliche Teil dieser Fläche, die Siedlung und die Bereiche der Betriebsfläche Saure Wiesen wurde zu der Gemarkung Weitmar hinzugefügt. Dort befand sich auch die Zeche Engelsburg. Der nördliche Teil, das Werk Höntrop, kam zur Gemarkung Hamme. Somit gingen Flächen aus dem ehemaligen Niederamt Wattenscheid nach Bochum, und es ergab sich ein potenzieller hoher Steuerausfall.
Auf dem Beckmannshof wurde 1927 ein beliebtes Freibad eröffnet (1965 geschlossen). Es wurde von Grubenwässern der Zeche Fröhliche Morgensonne gespeist. Durch das Wachstum der Hellwegstadt wurden auch immer weitere Einrichtungen benötigt. Die evangelischen Kirche Günnigfeld wurde im Jahr 1927 eingeweiht. Bei der Anlegung des Südparks Höntrop in den späten 1920er wird auch die Waldbühne gebaut und im Jahr 1929 mit der Aufführung „Ein Sommernachttraum“ eröffnet. Ein Jahr später wurde Schwimmbad Höntrop eröffnet.

## NS-Zeit und Zweiter Weltkrieg
Im April 1933 wurde bei der ersten Stadtverordnetenversammlung nach der Machtübernahme der Nationalsozialisten Hindenburg und Hitler als Ehrenbürger aufgenommen, der August-Bebel-Platz zum Adolf-Hitler-Platz umbenannt, und der bisherige Oberbürgermeister Uebelhorst in Schutzhaft genommen. Wattenscheid wurde dem Gau Westfalen-Süd, mit der Gauhauptstadt Bochum, zugeordnet. Die Einweihung des Wattenscheider Ehrenmals erfolgte 1934, die der Wattenscheider Freilichtbühne 1936. Die Feuerwehr bezog kurz vor dem Krieg die neue Wache in der Voedestraße.
Im September 1936 übernahm Helmut Horten im Rahmen der Arisierung mit dem jüdischen Kaufhaus Hess sein zweites Kaufhaus, ein Teil des Grundstocks für sein späteres Kaufhausimperium. Die kleine Synagoge in Wattenscheid wurde auch in der Pogromnacht 1938 zerstört. Eine Metalltafel und eine Glasstele erinnern heute an sie. Ab November 1941 wurden alle noch in Wattenscheid lebenden Juden in der jüdischen Volksschule (in der Ecke des Schulhofes der Richard-Wagner-Schule an der Voedestraße gelegen, abgerissen 1962) zwangsuntergebracht. Am 28. April und 11. Mai 1942 wurden sie mit der Eisenbahn in Richtung Osteuropa deportiert. Insgesamt sind aus Wattenscheid 83 jüdische Frauen und Männer Opfer der Shoah geworden.
Im Zweiten Weltkrieg erfolgte der schwerste Luftangriff auf Wattenscheid am 1. Juli 1943, im Rahmen des Battle of the Ruhr, mit 165 Toten. In Wattenscheid wurde hauptsächlich Wohnraum zerstört. Die Kriegsschäden waren nicht unerheblich, aber wesentlich weniger als in anderen Städten im Ruhrgebiet. Insgesamt kam es bis zum 2. April 1945 zu 48 Angriffen. Noch kurz vor dem Ende des Krieges im Ruhrgebiet fanden auch in Wattenscheid Kriegsendphasenverbrechen statt. So wurden bei dem Zwangsarbeiterlager Mariannenplatz in Höntrop ca. 20 Zwangsarbeiter erschossen. Eine kleine Tafel an der Talstraße erinnert an das Verbrechen. Am 10. April 1945 marschierte die 79th Infantry Division der US-Armee in Wattenscheid von Westen und Nordwesten ein. Es gab nur vereinzelte Kämpfe. Insgesamt verloren 328 Bürger durch Bombardierungen und durch Artilleriegeschosse ihr Leben.
Kurz danach ging die Besatzungsverwaltung von Wattenscheid an die britischen Truppen über und gehörte nun zur Britischen Besatzungszone. Im Verwaltungsbericht und in Heimatchroniken wird von dem „Terrorregiment“ zum Anfang der Besatzungszeit der „aus den Lagern befreiten Ostarbeitern“ eingegangen, eine Auseinandersetzung mit den Gründen oder anderen Aspekten der NS-Zeit erfolgte in den 1940er und 1950er Jahren nicht.

## Wattenscheid bis 1975

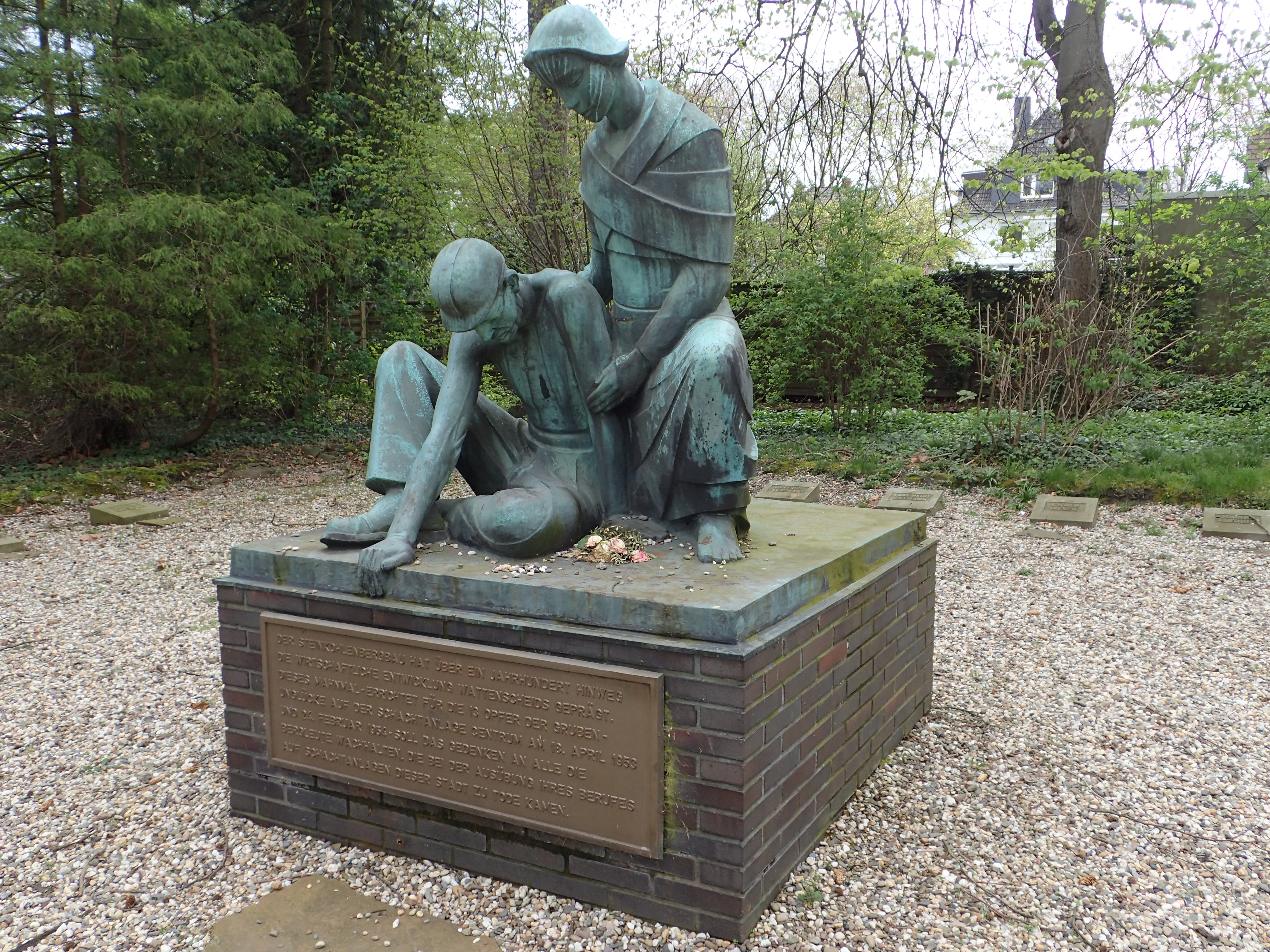
Ehrengrab für Grubenopfer der Zeche Centrum im Jahr 1953 und 1954.

Wilhelm Seidensticker war 1948 am Wiederaufbauplan für Wattenscheid maßgeblich beteiligt. Der Rat der Stadt Wattenscheid tagte, bis der Ratssaal 1951 wieder hergestellt war, in der Gaststätte Kronenburg an der Weststraße.
Die Wattenscheider Innenstadt, welche den Weltkrieg halbwegs unbeschadet überstanden hat, wurde in den 1950er und 1960er, im Stil der Zeit, mit einem Neuordnungsplan umgestaltet. Dadurch wurden auch viele historische Häuser abgerissen, z. B. das ehemalige Hotel Kaiserhof. In dieser Zeit wurde auch das neue Rathaus gebaut, und im November 1957 eröffnet. In der Nähe des alten Bahnhofs erfolgte im Januar 1954 der erste Spatenstich für den Neubau des Ruhrschnellweges auf Wattenscheider Gebiet. Knapp zwei Jahre später kam es zur Freigabe des 1. Bauabschnitt zwischen Essen und Wattenscheid / Bochum (Kreuzung mit der Wattenscheider Straße). In einer Länge von 6,2 km war die Bundesstraße autobahnähnlich vierspurig ausgebaut. Neben der Autobahn verlief ein Fuß- und Radweg. In der gleichen Zeit wurde der neue Bahnhof 1956 fertiggestellt. Die Stadthalle, gleichzeitig Aula der Märkischen Schule, wurde 1962 eröffnet.
Im April 1953 und Februar 1954 ereigneten sich noch zwei größere Grubenunglücke auf der Zeche Centrum mit jeweils sieben Toten. Ein Denkmal auf dem Friedhof Westenfeld erinnert an die Unglücke, es ist das einzige Denkmal, das für Grubenunglücke in der Stadt Wattenscheid errichtet wurde.
Im Jahr 1959 arbeiten von 33.833 Beschäftigten 7.218 im Bergbau und 7.800 in der Eisenindustrie. Auch wenn das Stahlwerk Bochumer Verein, besonders das Werk Höntrop, die dazugehörige Zeche Engelsburg und die Rombacher Hütte knapp hinter der Stadtgrenze auf Bochumer Gebiet lagen, waren sie Arbeitgeber vieler Wattenscheider. So wurde die Siedlung „Backhaushof“ an der Rosendelle in Eppendorf als Werkssiedlung vom Bochumer Verein errichtet.
In der zweiten Hälfte des 20. Jahrhunderts erfolgte ein Strukturwandel: Zechen wurden schrittweise geschlossen und neue Industriebetriebe siedelten sich an. Darunter fiel auch die später europaweit agierende Modefirma Steilmann. Der damalige Bürgermeister Erwin Topp bemühte sich ab 1968 erfolgreich, eine Verarmung durch das Ende der Zechen mit Neuansiedlungen und auch eine Eingemeindung Wattenscheids nach Bochum zu verhindern. Bei einer Dienstreise 1971 kamen Topp, Oberstadtdirektor Georg Schmitz sowie Stadtbaurat Kurt Wille bei einem Flugunfall im Taunus ums Leben. Am 15. Januar 1973 wurde mit der „Zeche Holland“ die letzte Wattenscheider Zeche stillgelegt.
Der Helfs Hof wurde 1968 von der Stadt Wattenscheid aufgekauft und in lokaler Initiative zum Museum umgebaut. Es wurde kurz vor der Eingemeindung von Wattenscheid, am 18. Dezember 1974 eröffnet. Die nicht weit entfernte St. Bartholomäus Kapelle am Hellweg wurde 1972 zu einer Autofahrerkapelle erklärt. Die große Feuerwehrwache an der Grünstraße wurde 1971 in Betrieb genommen. Im Oktober 1972 wurde die Feier 555 Jahre Wattenscheid groß gefeiert.
Im Zuge des drohenden Verlusts der Selbstständigkeit kam es am 19. Oktober 1972 zu einer Bürgerbefragung. Bei einer Beteiligung von 93 Prozent der Bewohner sprachen sich von den Befragten 98 Prozent für die Selbstständigkeit aus. Dennoch beschloss der Landtag von Nordrhein-Westfalen am 8. Mai 1974 die Städte Bochum und Wattenscheid zusammenzulegen. Diese wurde zum 1. Januar 1975 im Rahmen einer umfangreichen Gebietsreform (Ruhrgebiet-Gesetz) zu einer neuen Stadt mit dem Namen „Bochum“ zusammengeschlossen, da im Ruhrgebiet keine kreisfreien Städte mit weniger als 200.000 Einwohnern mehr existieren sollten. Das von der Aktion Bürgerwille initiierte Bürgerbegehren, bei dem sich 71,43 Prozent der Wattenscheider für die Beibehaltung der Selbstständigkeit aussprachen, scheiterte.

## Stadtbezirk Wattenscheid

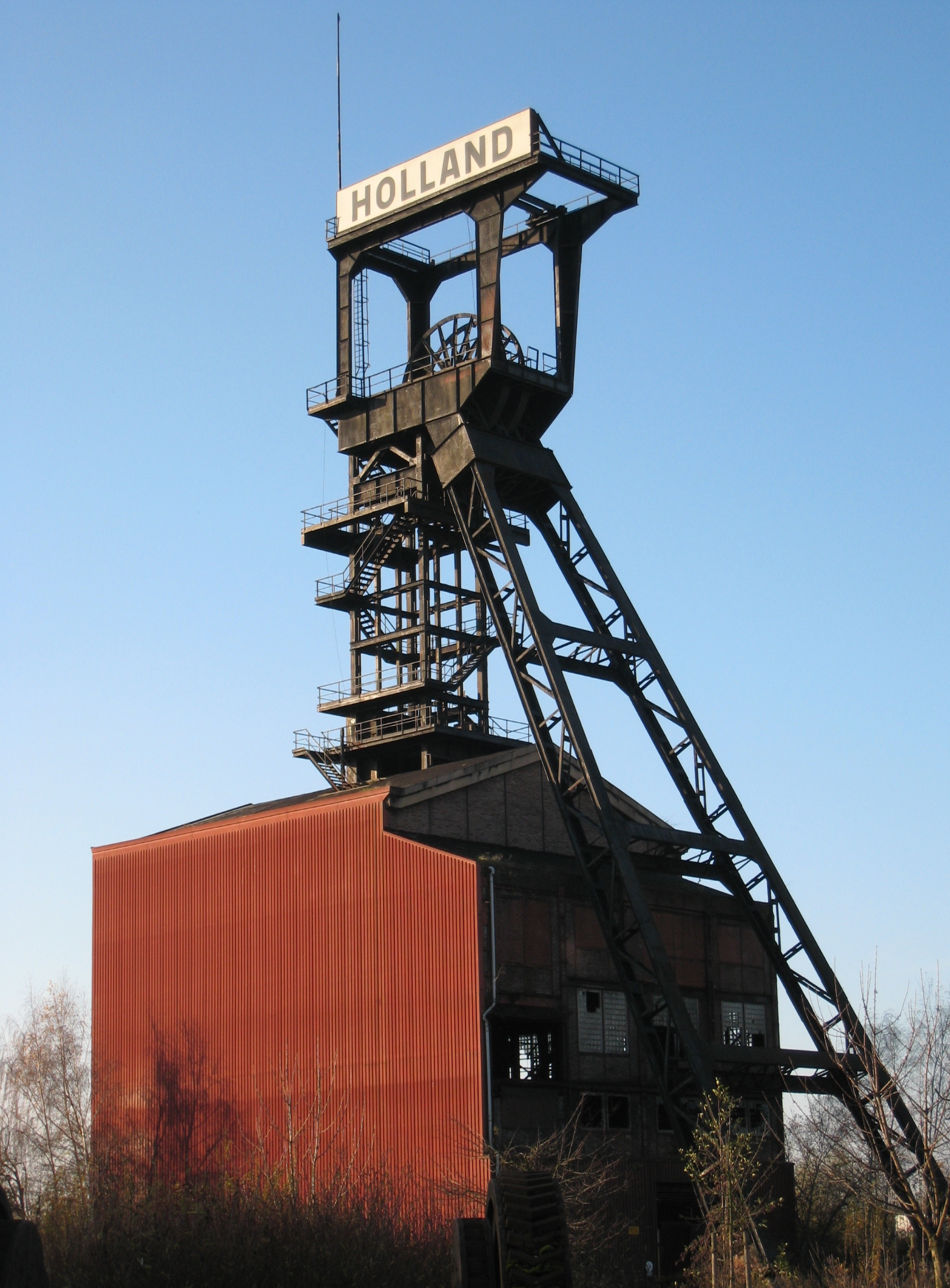
Förderturm der Zeche Holland

Am 11. Oktober 1992 wurde der Bergbauwanderweg Wattenscheid eröffnet. Er erschließt verschiedene Standorte des Bergbaus aus den Jahren 1738 bis 1961 in Eppendorf und Höntrop.
Die Initiative des Eppendorfer Heimatvereins wurde von der RAG Aktiengesellschaft, der NRW-Stiftung, der Fachhochschule Georg Agricola und der Deutsche Montan Technologie unterstützt. Die Schautafeln wurden von der Revierarbeitsgemeinschaft für kulturelle Bergmannsbetreuung in Herne angefertigt.
Der Ortsteil Höntrop erlangte im Januar 2000 mit dem Krater von Wattenscheid nationale Bekanntheit, durch den am 2. Januar der Zugang zu mehreren Wohnhäusern plötzlich abgeschnitten war und diese direkt am Abgrund standen. Der S-Bahn-Verkehr musste umorganisiert werden. Bei dem Pfingststurm Ela im Juni 2014 wird auch Wattenscheid, insbesondere der Park am Ehrenmal und die ehemaligen Sportflächen an der Berliner Straße, stark in Mitleidenschaft gezogen.